# Противотанковая мина

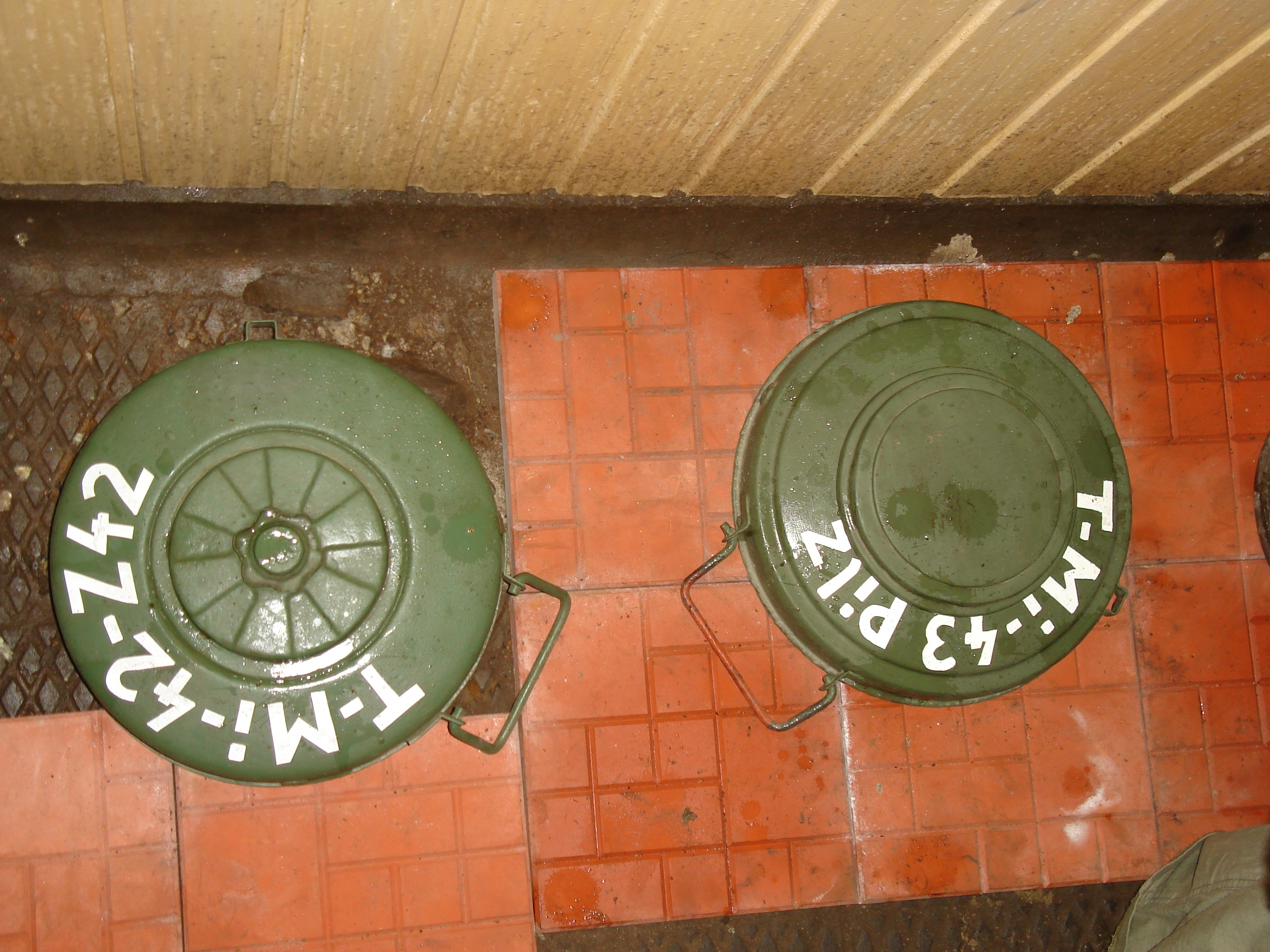

Противотанковая мина — мина, предназначенная для уничтожения или выведения из строя танков и других бронированных машин противника.

## Конструкция
Противотанковые мины могут иметь или не иметь систему самоликвидации. Самоликвидация предусматривает производство взрыва мины или же перевод взрывателя в безопасное положение по истечении заданного отрезка времени или при наступлении определённых условий (определённая температура, влажность, подача проводного или радиосигнала).

#### Виды используемыхвзрывчатых веществ
В противотанковых минах могут использоваться разные взрывчатые вещества, основным требованием к которым являются дешевизна и мощность. К примеру, в России зачастую используются следующие взрывчатые вещества: октоген, гексоген, тротил или же порох на основе нитроглицерина

## Классификация противотанковых мин
По способу причинения ущерба противотанковые мины делятся:
- противогусеничные;
- противоднищевые;
- противобортовые.

По типу датчика цели противотанковые мины бывают:
- нажимного действия;
- магнитного действия;
- теплового действия;
- наклонного действия;
- сейсмического действия;
- инфракрасного действия. Возможны различные комбинации датчиков цели, причём не обязательно, чтобы срабатывание датчика цели вызывало взрыв мины. Срабатывание одного датчика цели может иметь целью активизацию другого датчика. Например, в мине типа ТМ-83 сейсмический датчик цели при попадании танка в зону его деятельности лишь включает инфракрасный датчик, который при воздействии на него танка уже вызывает взрыв мины.

Противотанковые мины по времени приведения их в боевое положение делятся на две основные группы:
- приводящиеся в боевое положение мгновенно после удаления предохранительных блокирующих устройств.
- приводящиеся в боевое положение после удаления предохранительных блокирующих устройств по истечении определённого промежутка времени, требующегося для удаления минёров от мины на безопасное расстояние (обычно от 2 мин до 72 часов).

По степени управляемости противотанковые мины делятся на неуправляемые и управляемые. Как правило, в противотанковых минах управляемость заключается в переключении оператором с пульта управления датчика цели в боевое или безопасное положение. Управление может осуществляться по командной радиолинии или по проводной линии. Смысл такой управляемости заключается в том, чтобы при движении через минное поле своих танков они не подрывались, а танки противника выводили из строя. Управляемость ПТ минами в смысле подрыва мин оператором, когда танк окажется в зоне поражения, в настоящее время не применяется.

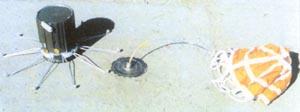
Польская противотанковая мина MN-121, устанавливаемая дистанционным методом

По способу установки противотанковые мины делятся на:
- устанавливаемые вручную (в т. ч. примагничиванием);
- устанавливаемые средствами механизации;
- устанавливаемые средствами дистанционного минирования (как правило, большая часть типов противотанковых мин, устанавливаемых средствами механизации, может устанавливаться вручную и наоборот. Мины дистанционного минирования обычно применяются только этим способом доставки и установки).

По извлекаемости и обезвреживаемости противотанковые мины делятся:
- извлекаемые обезвреживаемые (мину можно снять с боевого взвода, а потом извлечь);
- извлекаемые необезвреживаемые (мину можно извлечь и, соблюдая осторожность, отвезти на полигон для подрыва; безопасной же сделать невозможно);
- неизвлекаемые необезвреживаемые (при попытке удаления произойдёт взрыв; такую мину приходится либо взрывать на месте, либо, если заминировано ценное имущество, по одному обезвреживать элементы неизвлекаемости).

## История применения
Впервые в отечественной истории противотанковые мины (мощностью 8-16 кг тротила) были применены Красной Армией в сражении за Каховский плацдарм осенью 1920 года.

## Современные виды мин
В настоящее время противотанковые мины чаще всего производят бескорпусными со взрывателями из пластмассы. Такие мины не обнаруживаются индукционными миноискателями и для пехотинцев обычно не представляют опасности, поскольку срабатывают при давлении на них весом не менее чем 180 кг.

### Противотанковая минаТМ-57
Мина противотанковая противогусеничная. Предназначена для выведения из строя гусеничной и колёсной техники противника. Поражение машинам противника наносится за счёт разрушения их ходовой части при взрыве заряда мины в момент наезжания колеса (катка) на нажимную крышку мины.
Тактико-технические характеристики мины
Тип мины: противогусеничная

Корпус: металлический

Масса: 9 кг

Масса взрывчатого вещества (тротил или ТГА): 6,5 кг

Диаметр: 32 см

Высота с МВ-57: 11,1 см

Высота с МВШ-57: 27,2 см

Диаметр датчика цели: 22 см

Чувствительность: 200—500 кг

Температурный диапазон применения: от −60 °C до +60 °C
Мина может устанавливаться как на грунт, так и в грунт, в снег, под воду, вручную или средствами механизации (прицепные минные раскладчики ПМР-1, ПМР-2, прицепные минные заградители ПМЗ-3, ПМЗ-4, гусеничный минный заградитель ГМЗ, вертолётная система минирования ВМР-2).
Срок боевой работы мины не ограничивается. При разрушении металлического корпуса мины от коррозии чувствительность мины возрастает с 200—500 кг до 3—5 кг. Самоликвидатором не оснащается.
Мина ТМ-57 была первой в Советской Армии противотанковой миной, сконструированной с учётом требований механизированной установки. Так ручка для переноски размещена на днище мины и закреплена чекой от самопроизвольного поворота с тем, чтобы не заклинить механизм подачи минного заградителя. Для применения мины средствами механизации для неё был разработан взрыватель МВЗ-57, имеющий механизм замедления постановки на боевой взвод. В момент прохода мины по транспортёру заградителя специальный механизм нажимал кнопку на корпусе взрывателя, начинал работать часовой механизм, который переводил взрыватель в боевое положение через 2—3 минуты.
Мина может использоваться со взрывателями МВ-57, МВШ-57, МЗК, МВЗ-57. Первые три взрывателя предназначены исключительно для ручной установки. МВЗ-57 может использоваться как при механизированной, так и ручной установки. Для установки мины на неизвлекаемость сбоку на корпусе мины имеется дополнительное резьбовое отверстие для ввинчивания взрывателя МУВ с запалом МД-5М.
Мина была предназначена для замены устаревшей мины ТМ-46. Хотя сам заряд ВВ увеличился не так значительно (всего на 800 г), однако, если взрыв ТМ-46 разбивал 3—4 трака гусеницы, несколько повреждая каток, то взрыв ТМ-57 приводил каток в полную негодность. Нередко повреждался и балансир, вернее разбивало его подшипник.
Взрыв мины происходит при наезде гусеницы на взрыватель или нажимную крышку. Взрыватель МВШ-57 аналогичен взрывателю МВШ-46. Разница только в диаметре втулки, ввинчивющейся в корпус мины (У МВШ-57 втулка больше).
Мина ТМ-57 оказалась очень удачной, сильной, её взрыватели простыми и надёжными. Поэтому даже после разработки и принятия на вооружение семейства мин ТМ-62 мина ТМ-57 продолжает применяться. Она по прежнему в производстве. В войсках нередко ей отдают предпочтение из-за меньшей, чем у ТМ-62, массы, большей площади датчика цели, а значит, и вероятности поражения танка. Дополнительное отверстие для установки на неизвлекаемость выгодно отличает её от ТМ-62, которая этого преимущества лишена. Дело здесь не только в том, что для установки ТМ-62 на неизвлекаемость требуется установить под неё мину-сюрприз МС-3. Дополнительное отверстие позволяет ввинчивать в мину электродетонатор и использовать ТМ-57 как в качестве обычного подрывного заряда, так и в качестве управляемой мины.

### Противотранспортная мина Тип 13 (Fordonsmina 13)
Мина противотранспортная комбинированного типа (кумулятивно-осколочного) направленного поражения управляемая. Предназначена для выведения из строя не бронированной и легко бронированной наземной техники противника, низколетящих самолётов и вертолётов. Поражение транспортному средству наносится за счёт повреждения корпуса, кабины, членов экипажа готовыми убойными элементами (шарики или ролики) и ударным ядром, образующимся за счёт кумулятивного эффекта. 
Мина может устанавливаться на грунт или крепиться к местным предметам (столбы, стены, стволы деревьев и т. п.) вручную. Установка средствами механизации не предусматривалась. Срок боевой работы мины не ограничивается. Элементов неизвлекаемости, необезвреживаемости и самоликвидации не имеет.
Тактико-технические характеристики мины 

Тип мины: противотранспортная осколочно-кумулятивная управляемая направленного поражения управляемая. 

Корпус: пластмасса 

Общий вес: 20 кг 

Масса ВВ (гексотол): 7,5кг

Размеры: 42х10х25 см 

К-во готовых убойных элементов: 1220

Зона поражения: сектор размером 150 х 100×3 м 

Мина имеет вид параллелепипеда. Стороной с надписью «Denna sida mot fienden (что, в переводе со шведского означает: Эта сторона против неприятеля)» устанавливается в сторону противника. Изнутри по этой стороне грани размещены готовые убойные элементы в виде стальных шариков или роликов. При взрыве мины образуется пучок убойных элементов, летящих на дальность до 150 м. Разлёт осколков корпуса и убойных элементов в боковые стороны составляет по 50 метров влево и вправо на предельной дальности. Высота пучка до 3 метров на предельной дальности. Безопасное удаление своих солдат в тыльную сторону не менее 35 метров. Вторым поражающим фактором мины является, образующееся при взрыве за счёт кумулятивной выемки, так называемое ударное ядро. Это ядро предназначено для выведения из строя легкобронированной техники.
Мина собственного взрывателя не имеет. В верхней части имеется два гнезда под электродетонаторы (в управляемом варианте) или взрыватели. Мина с помощью стоек устанавливается на поверхности земли, а с помощью входящей в комплект мины струбцины может крепиться к местным предметам. К этой мине подходят универсальные взрыватели с комбинированным сейсмическо — инфракрасным датчиком цели, причём чувствительность сейсмического датчика можно устанавливать в положения — особая чувствительность, человек, автомобиль, танк, выключено. Имеются и взрыватели натяжного действия.
Принята на вооружение в 1991 г. По состоянию на 2001 год состоит на вооружении армии Швеции. Сведения по характеристикам мины не полные, так как министерство обороны Швеции данные засекретило.
Уменьшенным вариантом мины является мина Тип 13 Р (Type 13 R). Зона поражения этой мины 100 х 70 х 3 метра.

### Противотанковая мина М21
Мина противотанковая противоднищевая/противогусеничная. Принята на вооружение армии и морской пехоты США в 1980 году.
Предназначена для выведения из строя гусеничной и колёсной техники противника. Поражение машинам противника, когда мина используется как противоднищевая, наносится за счёт пробивания днища машины кумулятивной струёй при взрыве заряда мины в момент, когда машина своим корпусом отклонит от вертикального положения на 10-12 градусов штыревой датчик цели.
Поражение машинам противника, когда мина используется как противогусеничная, наносится за счёт разрушения 1-3 траков гусеницы и повреждения катка машины кумулятивной струёй при взрыве заряда мины в момент, когда гусеница надавит на взрыватель с усилием не менее 130.5 кг.
Мина устанавливается в грунт, в снег, под воду вручную. Срок боевой работы мины не ограничивается. Самоликвидатором, элементами низвлекаемости и необезвреживаемости мина не оснащается. 

Тактико-технические характеристики мины
Тип мины: противотанковая противоднищевая/противогусеничная. 
Корпус: металл. 
 Масса: 7.8 кг. 
 Масса взрывчатого вещества (тип «H6»): 4.5 к г. 
 Диаметр: 23 см. 
 Высота корпуса: 11.5 см. 
 Высота датчика цели (штырь): 51.1 см. 
Чувствительность (со штырём) 20 градусов от вертикали с усилием 1.7 кг или более. 
 Чувствительность нажимная: 130.5 кг. 
Температурный диапазон применения: −30 -+50 град.
Взрыватель механический М-607. Может использоваться как взрыватель нажимного действия. В этом случае штырь во взрыватель не вворачивают. Может использоваться и как взрыватель наклонного действия. В этом случае вворачивается штырь длиной 51.1 см.
Мина устанавливается в лунку глубиной 22-25 см, так, чтобы над поверхностью грунта находился только датчик цели (штырь), высота, которого от поверхности грунта должна составлять не менее 50 см. Перед окончательной маскировкой мины выдёргивается стопорное кольцо предохранителя и снимается предохранитель, представляющий собой полый металлический полуцилиндр, препятствующий отклонению штыря при безопасном положении. Временного предохранителя взрыватель не имеет и с момента снятия предохранителя находится в боевом положении. Это является существенным недостатком мины, так как окончательная маскировка мины дёрном или грунтом должна проводиться предельно осторожно.
При отклонении штыря корпусом машины на 20 градусов (прилагаемое усилие 1.7 кг.) или нажиме гусеницы танка с усилием 130.5 кг.(если взрыватель без штыря) сначала происходит подрыв порохового вышибного заряда, который сбрасывает с мины крышку и выбрасывает грунт, находящийся сверху мины. Этим освобождается пространство для формирования кумулятивной струи. Затем происходит взрыв основного заряда и кумулятивная струя пробивает днище.

### Противотанковая мина М15
Мина противотанковая противогусеничная. Предназначена для выведения из строя гусеничной и колёсной техники противника. Поражение машинам противника наносится за счёт разрушения их ходовой части при взрыве заряда мины в момент наезжания колеса (катка) на нажимную крышку мины (взрыватель М603) или наклона взрывателя (взрыватель М624). По американской классификации относится к минам типа M-Kill (то есть наносящая поражение только машине). Принята на вооружение армии США в 1953 году. Мина может устанавливаться как на грунт, так и в грунт, в снег, под воду вручную или с помощью прицепного минного заградителя М57 разработки 1972 года. Срок боевой работы мины не ограничивается. При разрушении металлического корпуса мины от коррозии чувствительность мины возрастает со 150—338 кг до 3-5 кг. Самоликвидатором мина не оснащается. На боковой стенке корпуса имеется дополнительное гнездо для установки взрывателя неизвлекаемости.
Тактико-технические характеристики мины
Тип мины: противотанковая противогусеничная.
Корпус: металл.
Масса: 13.6 кг.
Масса взрывчатого вещества (тип «В»): 9.9 к г.
Диаметр: 32 см.
Высота: 12.4 см.
Диаметр датчика цели (нажимная крышка): 22 см.
Чувствительность (М603): 158—338 кг
Чувствительность (М624): 1.7 кг.
Температурный диапазон применения:-12-+50 град.
Взрыватель нажимного действия химический М-603 Может применяться взрыватель М624, который используется как взрыватель наклонного действия (с удлинительным стержнем) или как взрыватель нажимного действия (удлинительный стержень в гнездо взрывателя не вставляется).
На боковой поверхности и на днище имеются гнёзда для взрывателей М5 или М142 с промежуточными детонаторами М1. Эти взрыватели обеспечивают неизвлекаемость мины.

Мины упаковываются в ящики по 1 шт. (масса брутто 18 кг.) не окончательно снаряжёнными (без взрывателя и запала).

Мина (со взрывателем М603)срабатывает при наезжании на нажимную крышку. Перевод взрывателя в боевое (armed), промежуточное (danger) и безопасное (safe) положение производится поворотом ручки с нарисованной на ней стрелкой так, чтобы стрелка указывала на одно из этих слов. Если мина используется со взрывателем М624, который вворачивается в основное гнездо вместо заглушки с поворотной ручкой, то срабатывание мины происходит, когда гусеница танка наклонит взрыватель непосредственно или за счёт наклона стержня. Взрыватели М5 или М142 срабатывают при попытке удалить мину с места установки. Взрыватель М5 разгрузочный, а М142 натяжного действия.

## Интересные факты
- Корпуса немецких танков «Тигр» покрывались, для предотвращения прикрепления к ним ручных магнитных мин, специальным составом циммеритом. Те же меры были приняты в отношении немецких танков «Пантера» и САУ последнего периода Второй мировой войны. Однако такие мины использовались лишь в немецкой армии (HHL-3) и не использовались её противниками, и в то же время нанесение такого покрытия было делом хлопотным и трудоёмким, так что в 1944 г., через год применения, от него отказались.